# Monomontia aquilonaris
Monomontia aquilonaris is een hooiwagen uit de familie Triaenonychidae.